# Ротрауд Виланд
Ротрауд Виланд (на немски: Rotraud Wieland) е немска поетеса и журналистка, родена в Щетин, но израснала в Блуменхаген край Пазевалк.

## Житейски път
Ротрауд Виланд изучава книжарска професия и следва задочно литература. Установява се в Шилдов край Берлин и сътрудничи на културната рубрика на вестник „Меркише алгемайне“, както и на други издания.

## Творчество
Нейни творби са включени в антологиите „Дон Жуан преминава пролива“ (1975), „Подбор'76“ и „Пред очите ми, зад седем планини“ (1977). През 1977 г. Ротрауд Виланд публикува книгата си „Някога съм се наричала Зюлейка. Еротични и други стихове“, която тематично отправя към цикъла „Западно-източен диван“ (1819) на Йохан Волфганг Гьоте. Стихосбирката намира силен отзвук сред читателите и претърпява нови издания, а също е преведена в Холандия. През 1978 г. творби на Виланд намират място в престижното литературно списание „Акценте“. През 1980 г. заедно с Паул Гюнтер Крон тя издава поетическата книга „На този свят живея днес“, включваща текстове от Бертолт Брехт, Щефан Хермлин, Петер Хухел, Ерих Аренд, Йоханес Бобровски, Фолкер Браун, Ева Щритматер и др. Следващата стихосбирка на поетесата „Наполеон и аз“ (1982) също ѝ донася успех. Критиката отбелязва: „За стиховете на Ротрауд Виланд са характерни фантазия и чувственост, чар и игра. В нейната поезия еротиката играе особена роля. Всъщност всичките ѝ творби са любовни стихотворения: дори когато се отнасят до други теми. Техният език поетично приповдигнат и понякога фриволен. Този контраст дава възможност за иронично дистанциране.“